# Манос, Стефанос
Стефанос Манос (греч. Στέφανος Μάνος; род. 20 декабря 1939, Афины, Греция) ― греческий политик, бывший член парламента Греции и бывший министр правительства Греции.

## Биография
Родился 20 декабря 1939 года в Афинах. Его отец ― хирург и бывший директор больницы «Евангелисмос», мать ― предпринимательница.
Учился в Цюрихском университете, в 1965 году получил степень магистра делового администрирования в Гарвардском университете.
Был помощником генерального директора «Allatini S.A.», впоследствии занимал должности генерального директора, вице-президента, генерального директора и председателя совета директоров той же компании.

## Политическая карьера
Политическую карьеру начал в 1977 году в партии «Новая демократия», от которой он стал членом парламента Греции в том же году. После этого непрерывно избирался членом парламента до 2007 года, за исключением выборов 1985 года и 1989 годов. Дважды выдвигал свою кандидатуру на пост председателя партии «Новая демократия» в 1993 и 1997 годах, но оба раза проиграл.
В апреле 1999 года основал «Либеральную партию». На выборах 2000 года его партия шла в одном блоке с партией «Новая демократия». Манос прошел в парламент. Через два года он приостановил деятельность партии по причине отсутствия финансовых средств .
За свою политическую карьеру занимал несколько государственных должностей. В период с 1977 по 1980 год занимал должность заместителя министра общественных работ. Затем возглавил Министерство территориального планирования, заселения и окружающей среды. После возглавил Министерство промышленности и энергетики (1980—1981).
В правительстве Константиноса Мицотакиса был одним из первых по влиянию министров. Сначала стал министром окружающей среды, территориального планирования и общественных работ (1990—1991), затем возглавил Министерство национальной экономики (1992), после этого ― Министерство финансов (1992—1993). Также занимал пост вице-президента Греческой ассоциации мукомольной промышленности и председателя совета директоров ГЭКРС.
В 2004 году включен в качестве независимого кандидата в национальный избирательный бюллетень от партии ПАСОК.
17 марта 2009 года Стефанос Манос вместе с Василисом Контогианнопулосом и Яннисом Бутарисом основали новую политическую партию «Драси».